# Oak Hill Cemetery (Washington, D.C.)
Der Oak Hill Cemetery (Washington, D.C.) ist ein Friedhof, der sich der US-amerikanischen Hauptstadt, Washington D. C. im Stadtteil Georgetown befindet. Verantwortlich für die Entstehtung war William Wilson Corcoran, der die Anlage zwischen 1848 und 1853 erbauen ließ. Nach Angaben der Friedhofsverwaltung kommen jährlich über 75.000 Besucher.
Zwei der Gebäude, die sich auf dem Friedhof befinden, werden als Kulturdenkmale im National Register of Historic Places (NRHP) geführt:
- die auch unter dem Namen Renwick Chapel bekannte Oak Hill Cemetery Chapel, NRHP-ID: 72001429, aufgenommen 1972
- das Van Ness Mausoleum NRHP-ID: 82001032 (aufgenommen 1982), welches zusätzlich den Status National Historic Landmark innehat und zum Contributing Property gezählt wird

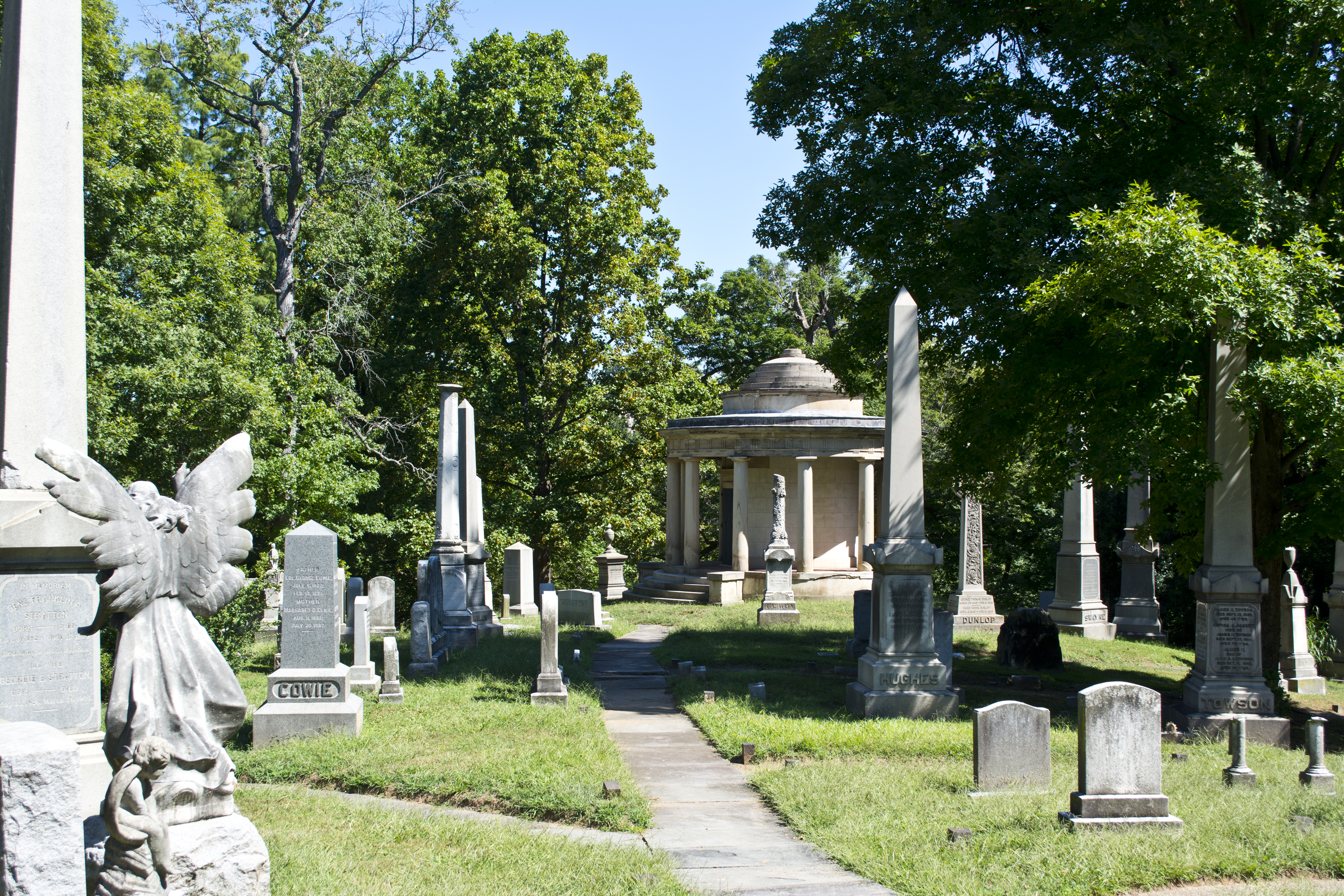
Blick auf das Van Ness Mausoleum

## Bekannte beigesetzte Personen (Auswahl)
Die ausgewählten Personen werden chronologisch (nach Geburtsjahr) aufgeführt:
- John Peter Van Ness (1770–1846), US-amerikanischer Politiker und Bürgermeister Washingtons (1830–34)
- John Howard Payne (1791–1852), Autor[2][3]
- Nancy Johnson (1794–1890), Erfinderin einer Maschine zur Herstellung von Speiseeis
- Joseph Henry (1797–1878), Physiker, Entdecker der elektromagnetischen Induktion
- Lorenzo Thomas (1804–1875), US-amerikanischer General
- David Levy Yulee (1810–1886), US-amerikanischer Politiker
- Edwin M. Stanton (1814–1869), Kriegsminister unter Lincoln[2]
- Myrtilla Miner (1815–1864), Pädagogin und Abolitionistin[3]
- E. D. E. N. Southworth (1819–1899), Autorin[3]
- Adolf Cluss (1825–1905), Architekt[3]
- George Eustis Jr. (1828–1872), US-amerikanischer Politiker
- Tolbert Lanston (1844–1913), Erfinder der Setzmaschine „Monotype“
- Charles Milton Bell (1848–1893), Fotograf
- George Brown Goode (1851–1896) war ein US-amerikanischer Ichthyologe
- Herman Hollerith (1860–1929), Erfinder der Lochkarte[3]
- Dean Acheson (1893–1971), ehemaliger Außenminister der USA[2]
- David K. E. Bruce (1898–1977), Jurist, Diplomat
- Katharine Graham (1917–2001), Verlegerin (Washington Post)
- Ben Bradlee (1921–2014), Journalist, Chefredakteur der Washington Post
- Madeleine Albright (1937–2022), erste weibliche Außenministerin der USA

## Galerie

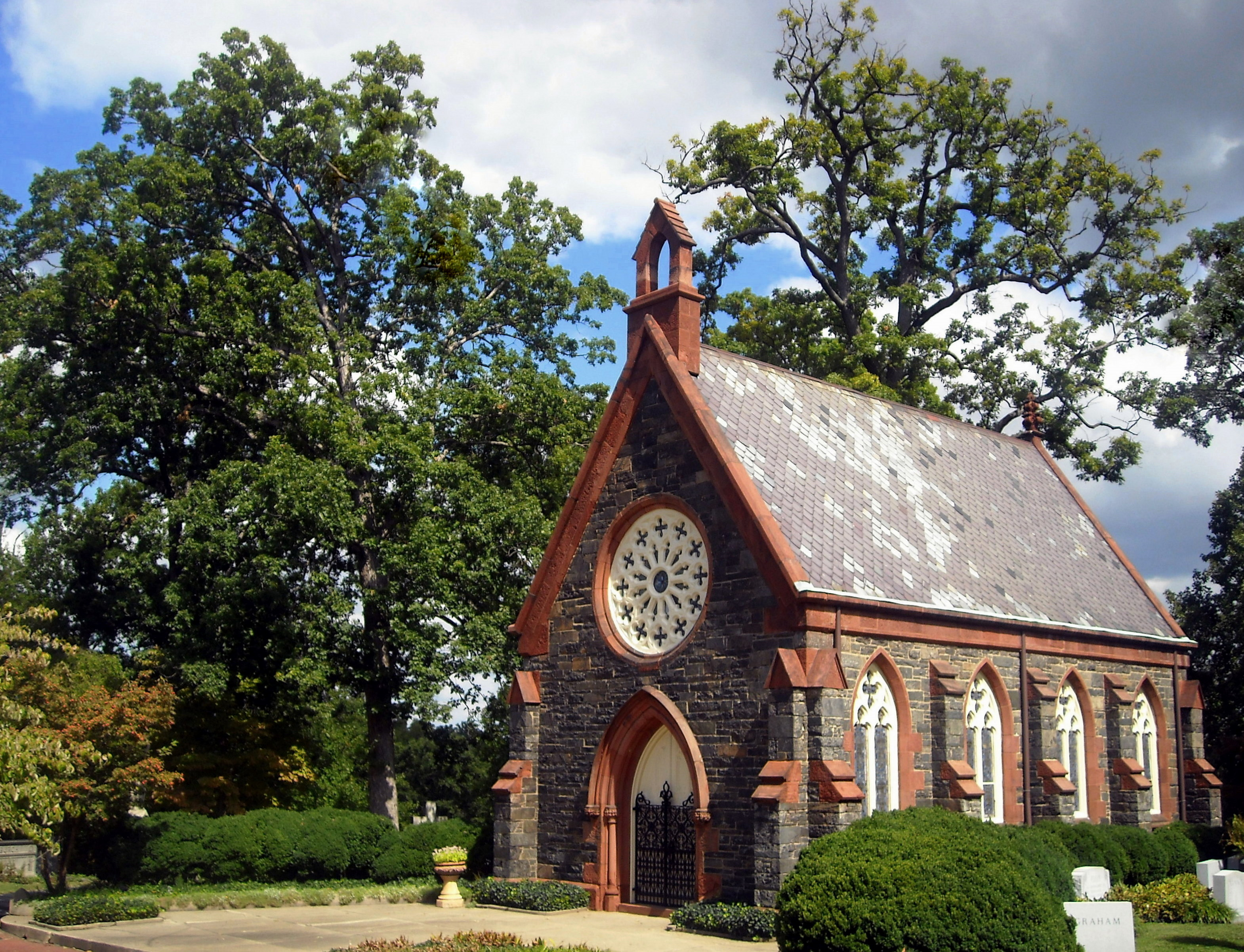
Seitenansicht der Oak Hill Cemetery Chapel
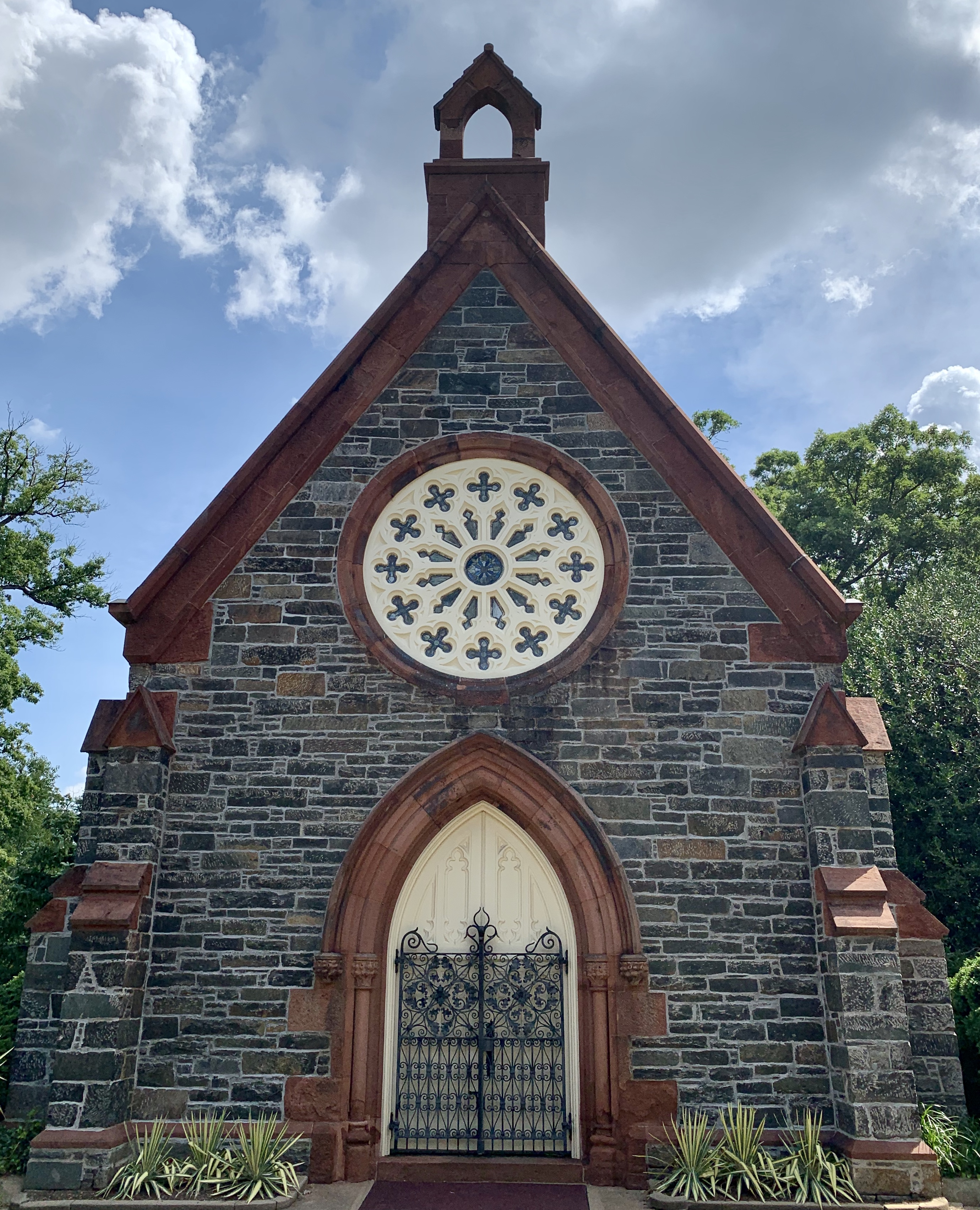
Vorderansicht der Oak Hill Cemetery Chapel
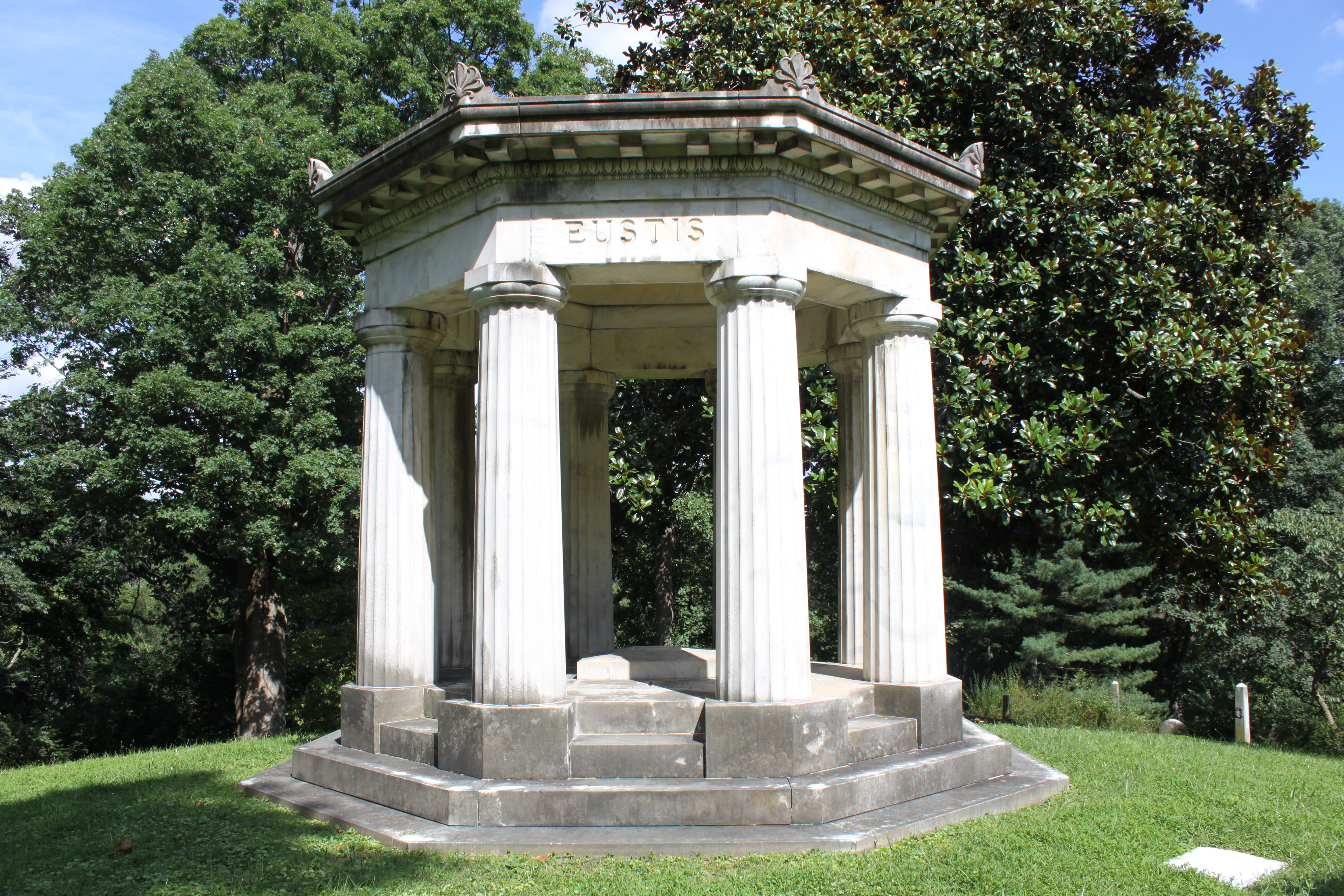
Grabmal von George Eustis
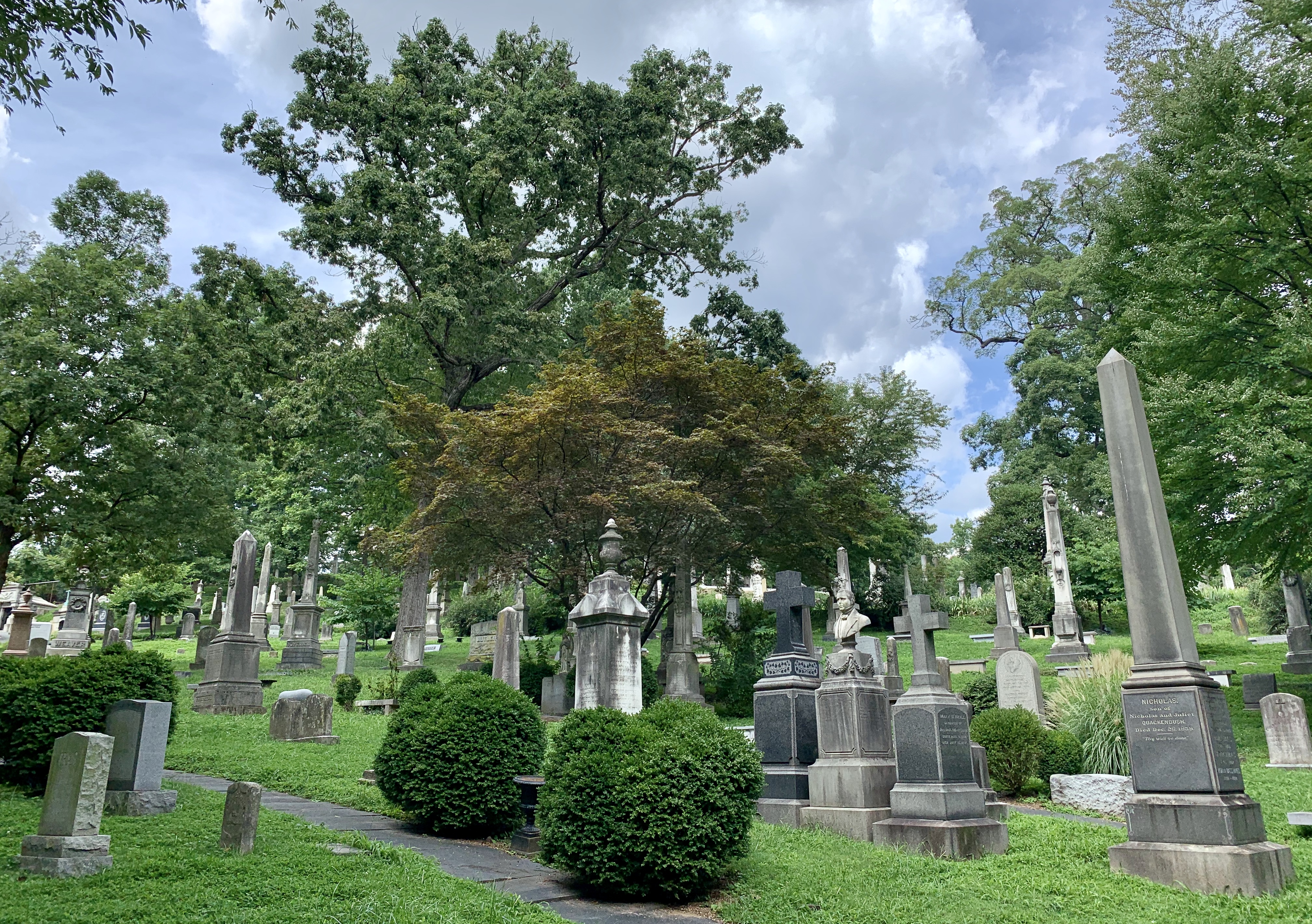
Gräberfeld
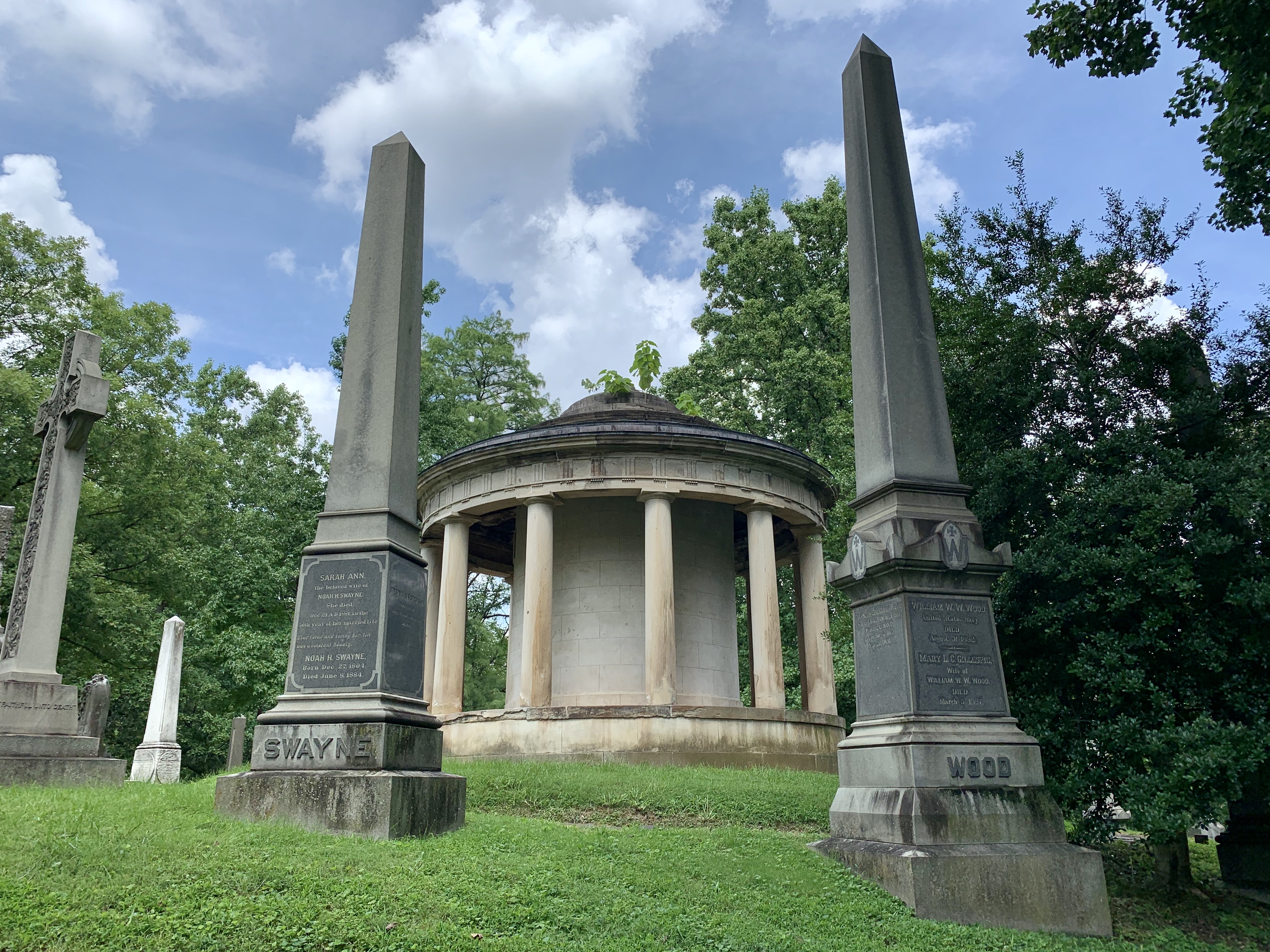
Das Van Ness Mausoleum
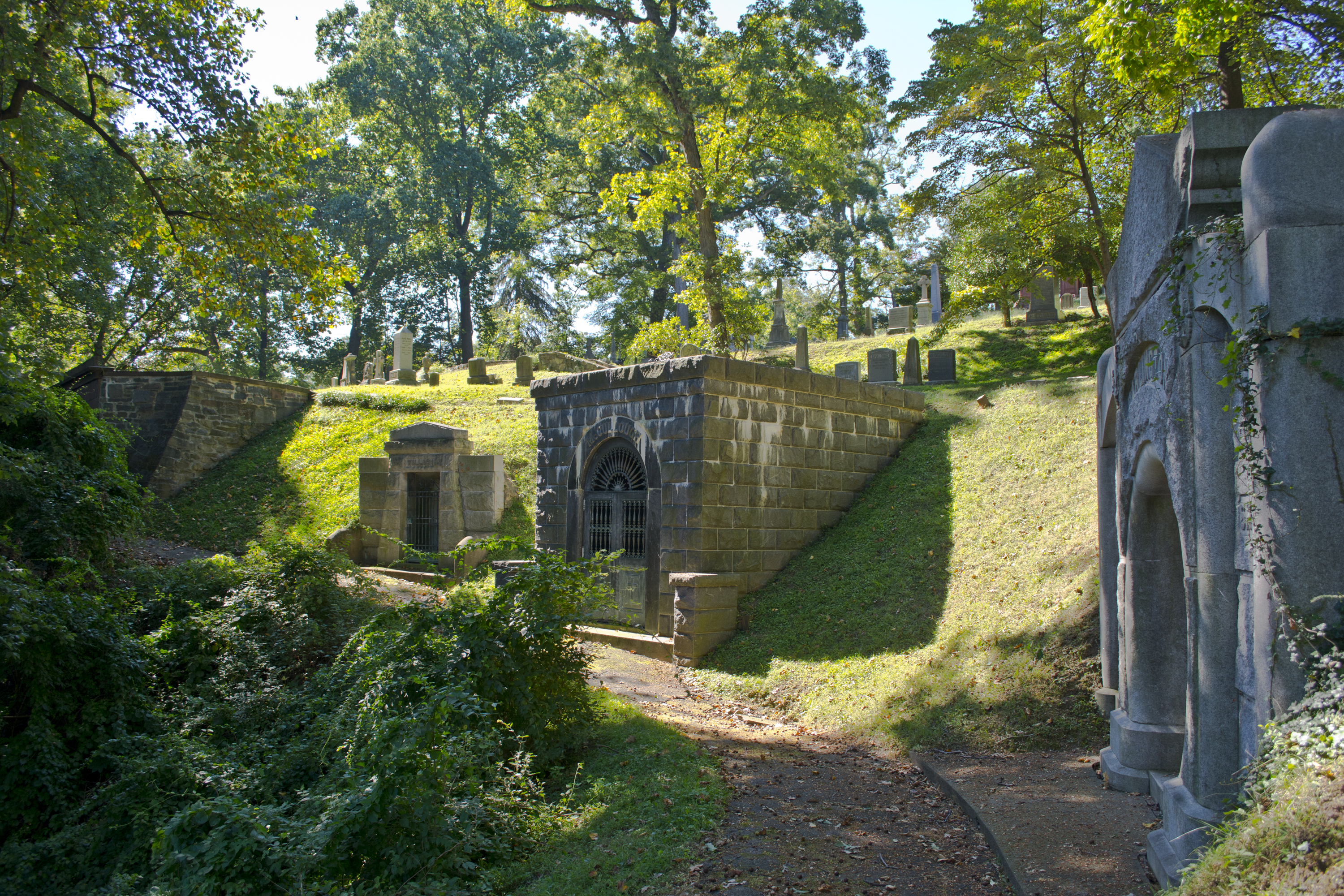
Blick auf mehrere Mausoleen